# Marcus Rafferty
Marcus Albin John Rafferty, född 1 oktober 2004 är en svensk fotbollsspelare (mittfältare) som spelar för Degerfors IF i Allsvenskan.

## Karriär
Marcus Rafferty är uppvuxen i Salems kommun söder om Stockholm och fick sin fotbollsfostran i Tullinge TP FK, vilka han kom till som 12-åring. Efter att ha hjälpt klubben till ett historiskt avancemang till Pojkallsvenskan samt A-lagsdebuterat i division 3 flyttade han som 15-åring vidare till Hammarby IF.
Under sin andra säsong i Hammarby IF började Rafferty drabbas av skador, vilket gjorde att han inte spelade några fotbollsmatcher på 20 månader. Problem med foten och ledbanden ledde istället till att han fick genomföra två operationer och genomgå en lång rehabperiod. Efter en nästan två år lång frånvaro kunde Rafferty göra comeback i P19-laget våren 2023.
Efter att ha imponerat i ungdomslaget fick Rafferty sommaren 2023 börja träna med A-laget. Bara fyra dagar efter sin första A-lagsträning blev han därefter uttagen i en allsvensk trupp för första gången. Debuten kom också direkt, då Rafferty hoppade in i de tio avslutande minuterna av 0-2-förlusten mot IF Elfsborg den 3 juli 2023. Det plötsliga genombrottet tog lagkamraterna på sängen och fick Hammarby-spelaren Loret Sadiku att jämföra Rafferty med Darijan Bojanić och Ronaldinho. Bara en och en halv vecka därpå skrev Rafferty på sitt första A-lagskontrakt med Hammarby IF, vilket sträckte sig till och med 2027. Månaden avslutades sedan med att han fick göra sin första Europamatch när "Bajen" förlorade med 0-1 mot Twente i Uefa Europa Conference League.
Den 23 augusti 2023 gjorde Rafferty sitt första A-lagsmål för Hammarby IF när laget besegrade Hudiksvalls FF med 2-0 i Svenska Cupen. Den 6 augusti 2024 lånades han ut till Ålesunds FK. Den 17 december 2024 köpte Degerfors IF honom och han skrev på ett kontrakt som sträcker sig till slutet av 2027.

## Statistik
| Klubb              | Säsong             | Liga                      | Liga    | Liga | Nationell cup | Nationell cup | Internationell cup | Internationell cup | Övrigt  | Övrigt | Totalt  | Totalt |
| Klubb              | Säsong             | Division                  | Matcher | Mål  | Matcher       | Mål           | Matcher            | Mål                | Matcher | Mål    | Matcher | Mål    |
| ------------------ | ------------------ | ------------------------- | ------- | ---- | ------------- | ------------- | ------------------ | ------------------ | ------- | ------ | ------- | ------ |
| Tullinge TP FK     | 2019               | Division 3 Södra Svealand | 2       | 0    | -             | -             | -                  | -                  | -       | -      | 2       | 0      |
| Hammarby IF        | 2023               | Allsvenskan               | 11      | 0    | 1             | 1             | 2                  | 0                  | -       | -      | 14      | 1      |
| Totalt i karriären | Totalt i karriären | Totalt i karriären        | 13      | 0    | 1             | 1             | 2                  | 0                  | 0       | 0      | 16      | 1      |

## Personligt
Marcus Raffertys mamma Karolina kommer från Sverige medan hans pappa Nick kommer från Storbritannien. Båda hans föräldrar har en bakgrund i Hammarby IF då hans mamma spelade i klubbens damlag 1988-1992 medan hans pappa var tränare för damlaget på 2000-talet.